# Booneville (Kentucky)
Pour les articles homonymes, voir Booneville.
Booneville est une ville américaine, siège du comté d'Owsley, dans le Kentucky.